# Hugh Sutherland
Hugh Robert Sutherland (Winnipeg, 2 febbraio 1907 – Winnipeg, 9 settembre 1990) è stato un hockeista su ghiaccio canadese.

## Palmarès

### Olimpiadi invernali
- Oro a Lake Placid 1932 nell'hockey su ghiaccio.